# Punto isoeléctrico
El punto isoeléctrico (pI) es el pH al que una molécula tiene carga eléctrica neta cero. La carga neta de la molécula se ve afectada por el pH alrededor de su medioambiente y puede adquirir una carga más positiva o negativa debido a la ganancia o pérdida de electrones (H+). El concepto es particularmente interesante en los aminoácidos y también en las proteínas.
Para un aminoácido con solo una amina y un grupo carboxilo, el pI se puede calcular a partir de la media de los pKas de la molécula. Para calcularlo se deben utilizar los pKa. 
{\displaystyle \mathrm {pI} ={\tfrac {1}{2}}(\mathrm {p} K_{\rm {a,1}}+\mathrm {p} K_{\rm {a,2}})}
(Los valores de pKa a considerar para esta ecuación, en una tabla de pH, son los que contienen a la especie química con carga igual a cero, cuando tienen más de un pKa).

El punto isoeléctrico está representado por la línea verde en este gráfico que representa la relación entre el pH y el porcentaje de formación de Glicina.

El valor de pI puede afectar la solubilidad de una molécula a un pH dado. Estas moléculas tienen una solubilidad mínima en agua o soluciones de sal al pH que corresponde a su pI, y con frecuencia, precipitan fuera de la solución. Las moléculas anfóteras biológicas, como las proteínas, contienen grupos funcionales que son ácidos y básicos. Los aminoácidos que componen las proteínas pueden ser positiva, negativa, neutra o polar, y juntos le dan a la proteína su carga general. A un pH por debajo de su pI, las proteínas tienen una carga positiva neta. A un pH por encima de su pI, las proteínas llevan una carga neta negativa. Por lo tanto, las proteínas pueden ser separadas por carga neta en un gel de poliacrilamida usando electroforesis en gel preparativa o enfoque isoeléctrico, que usa un gradiente de pH para separar proteínas.
Los aminoácidos pueden existir como sal interna, llamada zwitterión; la carga neta de estas proteínas puede ser positiva o negativa dependiendo del pH del ambiente. Esto ocurre porque un protón del oxígeno del grupo carboxilo es atraído por el grupo amino (-NH2), ya que al nitrógeno le sobraban dos electrones de valencia, que está en posición alfa y quedando este como grupo amoníaco (-NH3+). Las proteínas biológicas están formadas por compuestos de aminoácidos zwitteriónicos, y debido a sus capacidades de zwitterión, las proteínas se pueden separar mediante cromatografía de intercambio iónico. El pI específico de la proteína objetivo se puede usar para modelar el proceso y luego el compuesto se puede purificar del resto de la mezcla. Se pueden usar tampones de varios pH para este proceso de purificación para cambiar el pH del medio ambiente. Cuando una mezcla que contiene una proteína objetivo se carga en un intercambiador de iones, la matriz estacionaria puede tener carga positiva (para aniones móviles) o carga negativa (para cationes móviles). A valores de pH bajos, la carga neta de la mayoría de las proteínas en la mezcla es positiva; en los intercambiadores de cationes, estas proteínas cargadas positivamente se unen a la matriz cargada negativamente. A valores altos de pH, la carga neta de la mayoría de las proteínas es negativa, donde se unen a la matriz cargada positivamente en los intercambiadores de aniones. Cuando el entorno tiene un valor de pH igual al pI de la proteína, la carga neta es cero y la proteína no está unida a ningún intercambiador y, por lo tanto, puede eluirse.

## Punto isoeléctrico de péptidos y proteínas
Las moléculas complejas, tales como las proteínas, se combinan con los iones hidrógeno y con otros iones presentes en la disolución, dando lugar a la carga neta de la molécula. A la concentración de iones hidrógeno, o al pH, para el cual la concentración del ion híbrido de una proteína es máxima y el movimiento neto de las moléculas de soluto en un campo eléctrico es prácticamente nulo, se le denomina punto isoeléctrico.
Una proteína con exceso de aminoácidos básicos (arginina, lisina y/o histidina) tendrá un punto isoeléctrico aproximadamente superior a 7 (básico), mientras que una proteína con exceso de aminoácidos ácidos (ácido aspártico y/o ácido glutámico) muchas veces tendrá un punto isoeléctrico inferior a 7 (ácido). La separación electroforética lineal (horizontal) de proteínas por pI a lo largo de un gradiente de pH en un gel de poliacrilamida (también conocido como enfoque isoeléctrico), seguido de una separación lineal (vertical) de peso molecular estándar en un segundo gel de poliacrilamida (SDS-PAGE), constituye la llamada electroforesis en gel bidimensional o PAGE 2D. Esta técnica permite una separación completa de proteínas como "manchas" distintas, con proteínas de alto peso molecular y baja pI que migran a la parte superior izquierda del gel bidimensional, mientras que proteínas con bajo peso molecular y alta pI se ubican en la parte abajo a la derecha del mismo gel.